# The Durutti Column

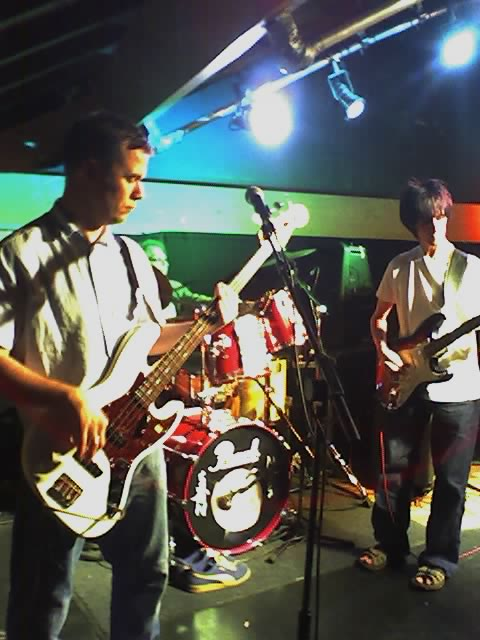
The Durutti Column in Stratford-upon-Avon, 2006

The Durutti Column is het voortdurende project van gitarist Vini Reilly (geboren in Didsbury, Greater Manchester, augustus 1953), doorgaans vergezeld van drummer Bruce Mitchell (en op het debuutalbum van de groep,  producer Martin Hannett).
The Durutti Column was een van de eerste bands die een contract tekende bij Factory Records. Ze zijn te horen op de eerste release van dit label, A Factory Sampler. De eigenaar van Factory, Tony Wilson, was jarenlang hun manager.
De groep speelt meestal instrumentale muziek die elementen bevat van jazz, folk, klassieke muziek en rock. Het gitaarspel van Vini Reilly is zeer karakteristiek.
Vini Reilly speelde ook gitaar op Morrissey's eerste soloalbum, Viva Hate.
De naam ‘’The Durutti Column'’ is ontleend aan Buenaventura Durruti, die tijdens de Spaanse Burgeroorlog een colonne anarchisten aanvoerde. Het verhaal gaat dat Reilly een poster van Situationist International zag waarop de tekst "The Return of the Durutti Column" stond. Deze verkeerd gespelde zin werd evenwel de titel van het eerste album van de groep.
Op het album Sex and Death (1993) zong Ruth-Ann Boyle mee. Via deze weg zou ze worden ontdekt voor de groep Olive.

## Discografie
- The Return of the Durutti Column (1980, Fac 14)
- LC (1981, Fac 44)
- Another Setting (1983, Fac 74)
- Amigos Em Portugal (Fundacão Atlantica)
- Without Mercy (1983, Fac 84)
- Tomorrow (1985, FBN 51)
- Domo Arigato (live) (1985, Fac 144)
- Circuses and Bread (1986, FBN 36)
- The Guitar and Other Machines (1987, Fac 204)
- Vini Reilly (1988, Fac 244)
- The Sporadic Recordings (1990)
- Obey the Time (1991, Fac 274)
- Lips that Would Kiss (1991, FBN 2)
- Red Shoes (1992)
- Dry (1991)
- Sex and Death (1993)
- Fidelity (1996)
- Time was Gigantic ... When we Were Kids (1998)
- Rebellion (2000)
- Return of the Sporadic Recordings (2002)
- Somebody Else's Party (2003)
- Tempus Fugit (2004)
- Keep Breathing (2005)
- Heaven Sent (It was called digital. It was Heaven sent) (2005)
- Sporadic Three (2007)
- Idiot Savants (2007)
- Sunlight to Blue... Blue to Blackness (2008)
- Treatise on the Steppenwolf (Soundtrack) (2008)

## Trivia
In de jaren 80 had Vini Reilly de bijnaam “het zieligste jongetje van Engeland”. Dit vanwege de wat huilerige zang en dito teksten.